# Vuur van verzet
Vuur van verzet is het zesde studioalbum van de Gelderse folkmetalband Heidevolk. Het album werd uitgebracht op 12 januari 2018.

## Nummers
1. Ontwaakt (4:20)
2. A Wolf in My Heart (4:11)
3. Onverzetbaar (5:46)
4. Yngwaz' zonen (2:50)
5. Britannia (4:38)
6. The Alliance (5:55)
7. Tiwaz  (4:08)
8. Het oneindige woud (3:09)
9. Gungnir (5:35)
10. Woedend (4:05)
11. Het juk der tijd (4:49)
12. Drink op de nacht[1] (4:27)
13. Een wolf in mijn hart[1] (4:11)

## Trivia
- A wolf in my heart is het tweede Engelstalige nummer van Heidevolk, op de reguliere albums (dus zonder bonus-tracks).
- The Alliance is tweetalig: het eerste deel is in het Nederlands, de rest is volledig in het Engels.
- Het oneindige woud is een instrumentaal nummer.
- Het nummer Yngwaz' zonen wordt enkel begeleid door een trom. Verder is het volledig a capella.
- Een wolf in mijn hart, een bonustrack, is de Nederlandse vertaling van hetzelfde nummer in het Engels.